# Hydrozetes lacustris
Hydrozetes lacustris är en kvalsterart som först beskrevs av Michael 1882.  Hydrozetes lacustris ingår i släktet Hydrozetes och familjen Hydrozetidae.

## Underarter
Arten delas in i följande underarter:
- H. l. lacustris
- H. l. parisiensis